# 日本室内自転車競技連盟
日本室内自転車競技連盟は日本での室内自転車競技を統括する団体であり、国際自転車競技連合、日本自転車競技連盟に加盟している。2003年には日本サイクルサッカー連盟から改められた。通称、日本インドアサイクリング連盟。